# 普羅科皮夫卡 (庫皮揚斯克區)
普羅科皮夫卡（烏克蘭語：Прокопівка），是烏克蘭東部哈爾科夫州庫皮揚斯克區库皮扬斯克市镇内的村落，處於謝涅克河右岸，距離波伊杜尼夫卡3公里，始建於1894年，面積0.24平方公里，海拔高度94米，2001年人口117。